# Maluks
Maluks va ser un grup de música dancehall, reggae, cúmbia i drum and bass fundat el 2019 al barri valencià de Benimaclet per Núria Pons (veu), Marina Bolea (veu), Laura Honrubia (veu) i Maria Deltell (bases musicals i DJ), totes amb un passat vital vinculat a la música, amb formació en diferents instruments com la guitarra, el violí o el violoncel.

## Història
Les lletres de Maluks tractaven qüestions politicosocials des d'una òptica feminista i al llarg de la seva trajectòria van col·laborar amb grups com La Fúmiga, Pupil·les, Chalart58 i Tremenda Jauría, entre d'altres.
El seu tercer senzill, «Contra l'oblit», fou un homenatge a aquelles lluitadores antifeixistes d'ahir i de hui com Neus Català que van dedicar la vida a defensar la llibertat. Comptaren amb la col·laboració de Carles Belda a l'acordió diatònic i les il·lustracions d'Elías Taño per al videoclip. Van actuar en festivals com el Viña Rock, el Feslloc i el Festivern. El 14 de novembre de 2021 foren guardonades als Premis Ovidi a la música en valencià amb el Premi al millor disc de mestissatge per Som i vibrem.

## Discografia
- Som i vibrem (Propaganda pel fet!, 2021)[6]
- Cor i foc (Propaganda pel fet!, 2023)[7]